# Beep Media Player
Beep Media Player (BMP) je svobodný přehrávač zvuku, založený na multimediálním přehrávači XMMS. BMP je portace XMMS do GTK+ 2 a mimo jiné integruje lepší vzhled poslední verze GNOME, Xfce, nebo pokud se spouští na KDE, tak použije nejnovější GTK-QT vzhled. XMMS a BMP vypadají docela jako Winamp. BMP přehrává mnoho audio formátů.

## Jiné verze
Spolu s vydáním verze 0.9.7.1 vývojářský tým BMP oznámil, že nadále nebudou vydávat další verze BMP. Namísto toho rozvíjí jinou větev softwaru zvanou BMPx. O pár dní později oznámil William „nenolod“ Pitcock, že další verze klasického BMP ponese název Audacious Media Player.